# Markus Schöttl
Markus Schöttl (* 29. November 1977 in Klagenfurt am Wörthersee, Kärnten) ist ein österreichischer Schauspieler und Sänger (Bariton).

## Leben
Markus Schöttl, der in Keutschach aufwuchs, besuchte das Musikgymnasium Viktring, wo bereits früh sein Interesse für Theater und Musik geweckt wurde. Im Alter von 15 Jahren sammelte er am Stadttheater Klagenfurt als Statist in der Oper Aufstieg und Fall der Stadt Mahagonny erste Bühnenerfahrungen. Später wirkte er am Theater Klagenfurt auch in einigen Musicals mit und sang im Extrachor des Opernchors. Nach der Matura und dem Zivildienst machte er zunächst eine Ausbildung zum Elementarpädagogen, bevor er an der Musik und Kunst Privatuniversität der Stadt Wien, ein Musiktheaterstudium aufnahm, das er 2002 mit dem Diplom abschloss.
In der Spielzeit 2003/04 war er festes Ensemblemitglied am Theater in der Josefstadt. Seither arbeitet er als freier Schauspieler mit Schauspiel- und Musical-Engagements an Theatern in Österreich, Deutschland und in mehreren Produktionen in der Freien Szene. Er hatte Engagements an verschiedenen Wiener Bühnen u. a. am Schauspielhaus Wien, am Theater der Jugend, am Rabenhof Theater, am Theater Walfischgasse, am Off Theater und am „Dschungel Wien“. In Österreich spielte er weiters am Waldviertler Hoftheater, am Stadttheater Baden und beim „Kultursommer Villach“. Mehrfach gastierte er am Theater Klagenfurt, u. a. in Elfriede Jelineks Theaterstück Winterreise und als Tanzbodenkönig in Das kalte Herz.
Ab März 2015 spielte er in der Comödie Fürth den Sohn Jean-Michel (Flori) in einer fränkischen Variante des Musicals La Cage aux Folles mit dem Komiker-Duo Volker Heißmann und Martin Rassau. In der Spielzeit 2015/16 gastierte er am Renaissancetheater Wien in der deutschsprachigen Erstaufführung des Theaterstücks Beautiful Thing von Jonathan Harvey. Im Juni 2016 gehörte er an der Neuköllner Oper als Adolf Eichmann zur Uraufführungsbesetzung des biografischen Musicals Stella – Das blonde Gespenst vom Kurfürstendamm über die jüdische „Greiferin“ Stella Goldschlag, das in sechs Kategorien mit dem Deutschen Musical Theater Preis 2016 ausgezeichnet wurde.
In der Spielzeit 2017/18 gastierte er an der Comödie Dresden als Sébastien/Bernard in der Komödie Weihnachten auf dem Balkon von Gilles Dyrek. In der Spielzeit 2017/18 war er außerdem alternierend mit Dennis Schigiol als Chino in der Wiederaufnahme des Musicals West Side Story am Theater Erfurt engagiert. Im April 2018 wirkte er am Staatstheater Darmstadt in der Uraufführung von Aus Tradition anders – Das Lilienmusical mit. Im Sommer 2018 war er in der Rolle des Schneiders Mottel im Musical Anatevka bei den Heidelberger Schlossfestspielen zu sehen. Ende 2021 übernahm er am Mehr!-Theater in Hamburg die Titelrolle in der deutschen Erstaufführung des Theaterstücks Harry Potter und das verwunschene Kind.
In der österreichischen Fernsehserie SOKO Linz (2022) war er in einer Episodenrolle als Felix, der Leiter der Abteilung Personenfahndung, zu sehen. Neben seiner Tätigkeit als Schauspieler arbeitet Schöttl auch als Sprecher (u. a. Ö1, Wiener Festwochen), Ausstatter, Autor, Schauspiel-Coach und Regisseur.
Markus Schöttl lebt seit mittlerweile über 25 Jahren in Wien.

## Filmografie (Auswahl)
- 2006: Silent Bloodnight
- 2007: Tom Turbo: Professor Propellers Geheimlabor (Fernsehserie, eine Folge)
- 2022: SOKO Linz: Grenzverschiebung (Fernsehserie, eine Folge)